# Taman Ismail Marzuki

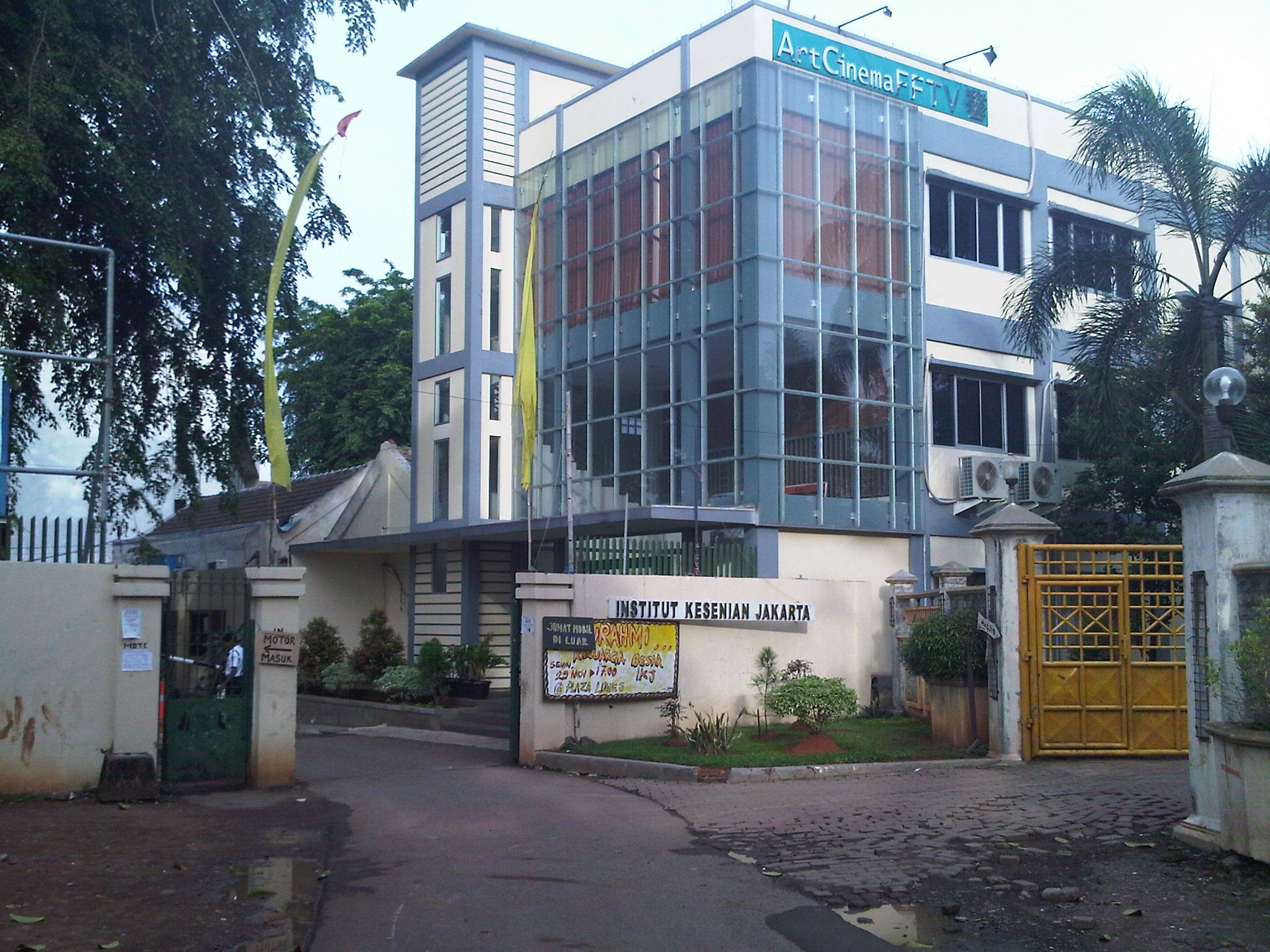
L'Institut Kesenian Jakarta (Institut des Arts de Jakarta) du Taman Ismail Marzuki

Le Taman Ismail Marzuki, familièrement appelé TIM, est un centre artistique, culturel et scientifique situé dans le centre de Jakarta en Indonésie. Il comprend divers équipement, dont six théâtres, des cinémas, une salle d'exposition, une galerie et un bâtiment d'archives. Le centre abrite également l'Institut des arts de Jakarta et le Planétarium de Jakarta. Il est nommé d'après le compositeur indonésien Ismail Marzuki.
Des spectacles culturels y sont souvent donnés, notamment de danse, de théâtre et de musique, des lectures de poésie, des expositions de peinture, de sculpture et d'art, ainsi que des festivals de film.